# Periodo bizantino de Egipto

Diócesis de Egipto (Dioecesis Aegypti) c. 400, con las provincias subordinadas y las mayores ciudades.

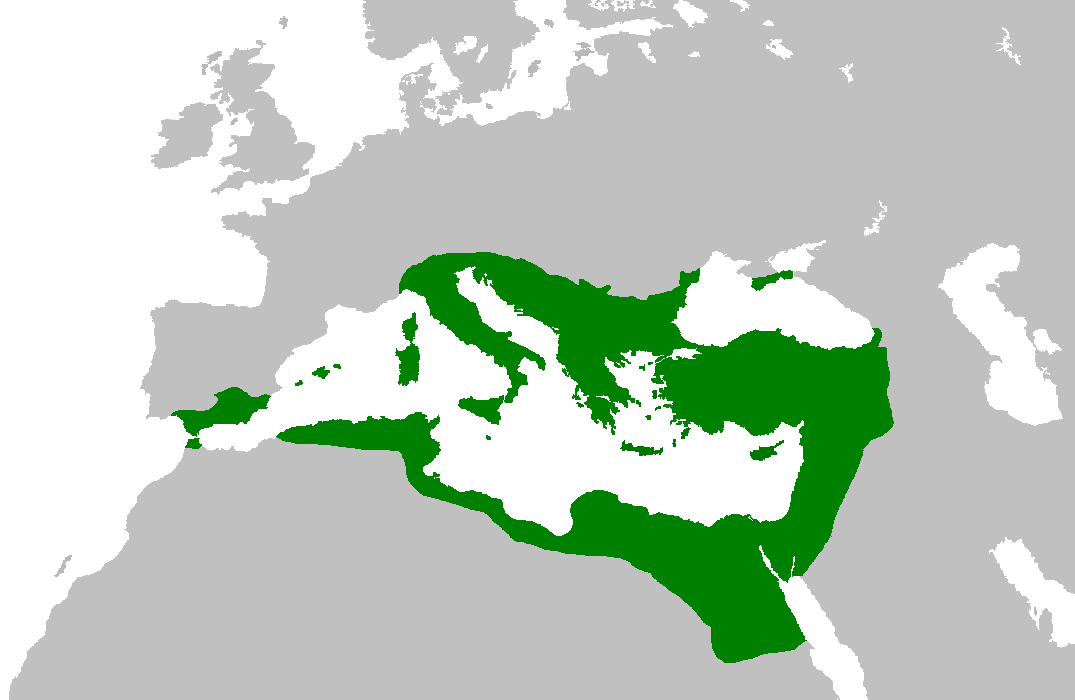
Mapa del Imperio bizantino en 550 bajo el reinado de Justiniano.

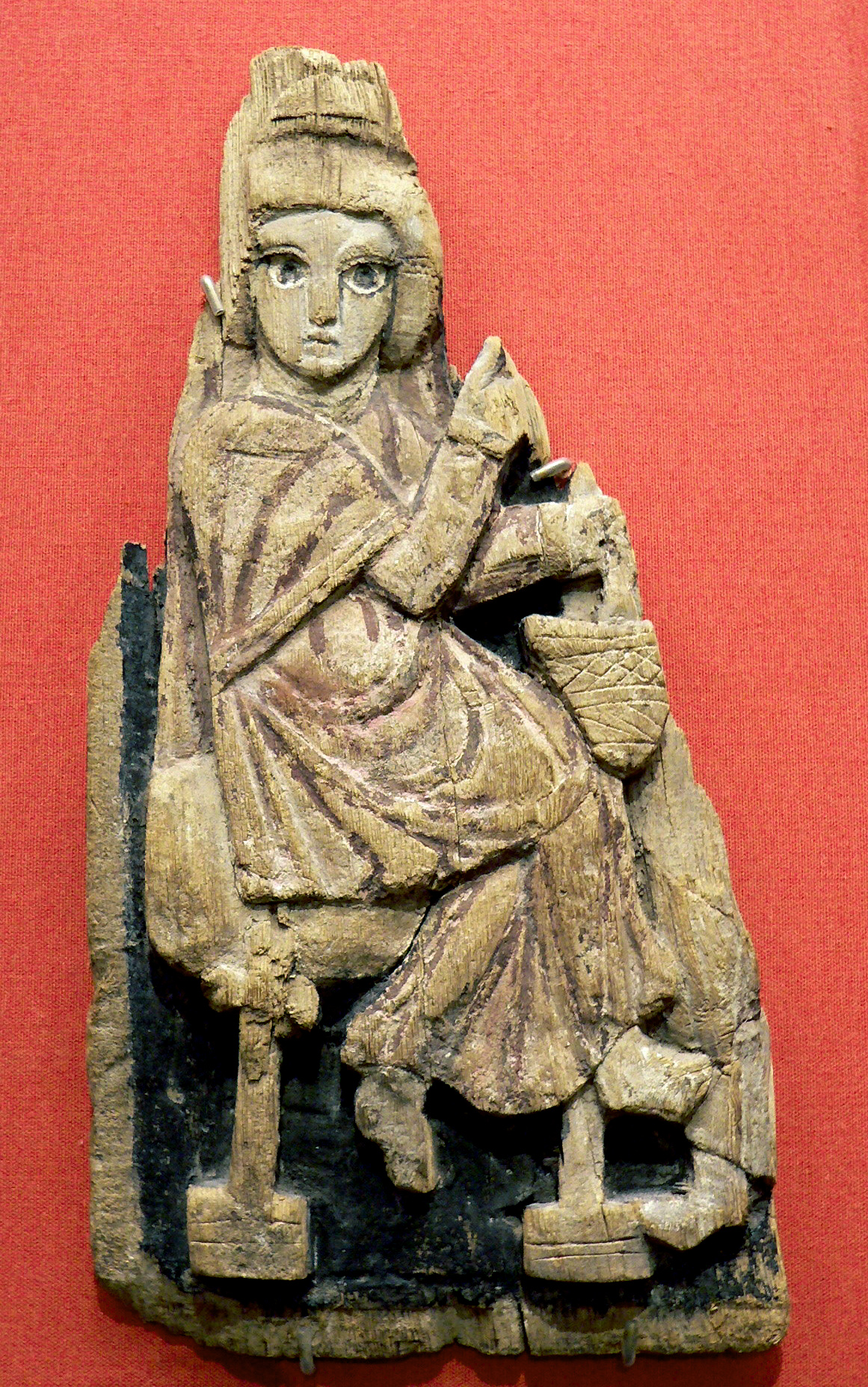
Virgen de la Anunciación. Finales del.

El periodo bizantino de Egipto comienza a la muerte de Teodosio en el 395, cuando el Imperio Romano queda dividido en dos, quedando la provincia de Ægyptus junto a las provincias de Macedonia, Grecia, Palestina, Tracia y Anatolia en el denominado Imperio Romano de Oriente, con capital en Constantinopla. Terminará este período con la conquista árabe en 639/645. 

## Historia
Durante los siglos V y VI, el Imperio romano de Oriente fue basculando  lentamente al Imperio Bizantino, un estado cristiano de lengua griega, que tenía poco en común con el antiguo Imperio Romano, que desapareció en el año 476 cuando Odoacro depuso al último emperador del Imperio romano de Occidente, Rómulo Augústulo. 
Por el contrario, el Egipto bizantino experimentó un largo periodo de paz, desde el siglo V hasta  principios del siglo VII, lo que le permitió experimentar un floreciente comercio y vida intelectual. Alejandría, una verdadera megalópolis de su época llegó a reunir a grandes filósofos y matemáticos alrededor de su Museion y fue también la sede de una iglesia con una profunda vida espiritual.
La antigua cultura egipcia fue olvidada poco a poco debido a la desaparición del sacerdocio pagano, pues ya en el año 392, el propio Teodosio había ordenado cerrar todos los templos paganos del Imperio Romano. Sólo se salvó uno de ellos, el complejo de templos de Filae, dedicado a la diosa Isis y a otras divinidades nubias, que permanecería abierto por motivos políticos, para no ofender a las poblaciones nubias que tenían gran devoción, siendo hasta tal punto, de vital importancia para el comercio con el sur. Ya apenas nadie era capaz de leer los jeroglíficos del Egipto faraónico, y los templos de la antigua religión egipcia se convirtieron en iglesias o fueron abandonados. Incluso, la antigua lengua egipcia se convirtió gradualmente en la lengua copta, que se convirtió en la lengua litúrgica del cristianismo egipcio.
Sin embargo, las fuertes disputas entre el monofisismo y diofisismo, con sus implicaciones religiosas (sobre la naturaleza de Cristo) y políticas, provocan disturbios. Las provincias eran asoladas por milicias privadas que desafiaban la autoridad y saqueaban a los campesinos y el emperador Justiniano intentó poner orden. Cuando el concilio de Calcedonia en el 451 condenó el monofisismo, mayoritario en Egipto, provocó una gran escisión: la ortodoxia era defendida por mercaderes y funcionarios relacionados con Constantinopla, mientras que el pueblo defendía a los monofisistas uniendo el rechazo a la autoridad (y al fisco) con la defensa de la lengua y cultura propia. Aunque el monofisismo es derrotado, los monofisistas de Egipto se reagrupan y crean una iglesia nacional, la Iglesia Ortodoxa Copta, que abole el uso del griego en sus cultos y utiliza en su lugar el copto.
El emperador Justiniano, por un edicto del 551 ordenó el cierre del único templo pagano abierto, el de Filae, que seguía practicando los viejo cultos, particularmente el de Isis y a su muerte, en el año 565 la aristocracia local deja de sustentar el poder imperial, y los disturbios religiosos continuaron, creando un sentimiento nacional forjado en la separación de Bizancio, lo que facilitaría las invasiones del siglo VII.
Aunque Bizancio mantenía una fuerte presencia militar con una flota en Alejandría, bajo el reinado de Heraclio, Egipto sufrió dos invasiones: la primera en el 615, por el rey persa Cosroes II, la segunda en el 639 por Amr ibn al-As, lugarteniente del califa Umar ibn al-Jattab. Con la complicidad de Mokukos (o Makokas), prefecto del Egipto Medio, entra en Menfis, captura la fortaleza de Babilonia en El Cairo y marcha hacia Alejandría, donde los melquitas (es decir, los griegos) opusieron gran resistencia. Finalmente, después de catorce meses de sitio, sin haber recibido ninguna ayuda de Bizancio, Alejandría cae el 22 de diciembre de 640.

## Monjes y monasterios
Es de notar que durante este período se propagó por el Mediterráneo el monasticismo, desde Egipto, a imitación de San Pacomio y San Antonio Abad, que en el siglo IV, se retiraron al desierto, y luego iniciaron movimientos eremíticos y monásticos que poblaron de monasterios las arenas egipcias, como el Monasterio de Santa Catalina, en el Sinaí o los monasterios de Uadi Natrun o Sohag.